# Schulman
Schulman, von Schulman, är en uradlig släkt, ursprungligen från Estland, som tillhör Sveriges och Finlands adel. Efternamnet Schulman är inte unikt för denna släkt.
Ättens äldste stamfader är Henrik Schulman, som levde under 1500-talet och var länstagare i Tyska Orden. Dennes sonson, Otto Schulman, var överste i svensk tjänst och erhöll svenskt adelskap år 1634 på nummer 176; denna gren utslocknade 1717. Otto Schulman var gift med Anna Catharina von Mörner, dotter till Berndt Didrik von Mörner och Anna von der Grünau. Deras dotter gifte sig med Hans Georg Mörner och blev stammoder till såväl den friherrliga som den grevliga ätten Mörner af Morlanda.
Genom ett missförstånd introducerades Otto Christoffer Schulman (1698–1771) år 1738 på detsamma numret, trots att släktskapet inte var i rakt nedstigande led. Han fick bara barn med sin andra hustru, Margareta Helena Sass vars mor tillhörde ätten Boije af Gennäs. Den senare Otto Christoffer Schulmans ättelinje introducerades även på Finlands riddarhus, år 1818, på nummer 13. Grenar av den finländska grenen återkom till Sverige på 1900-talet, och återintroducerades 1912 och 1962.

## Släktträd i urval
- Allan Schulman (1919–2003)
- + Lisette Schulman (1951–2015), gift med Allan Schulman i dennes andra äktenskap
  - Alex Schulman (född 1976)
  - + Katrin Zytomierska (född 1977), gift med Alex Schulman 2007–2008
  - + Amanda Schulman (född 1980), senare gift med Alex Schulman
  - Calle Schulman (född 1979)
  - + Anitha Schulman (född 1978), gift med Calle Schulman